# ウルバヌス1世 (ローマ教皇)

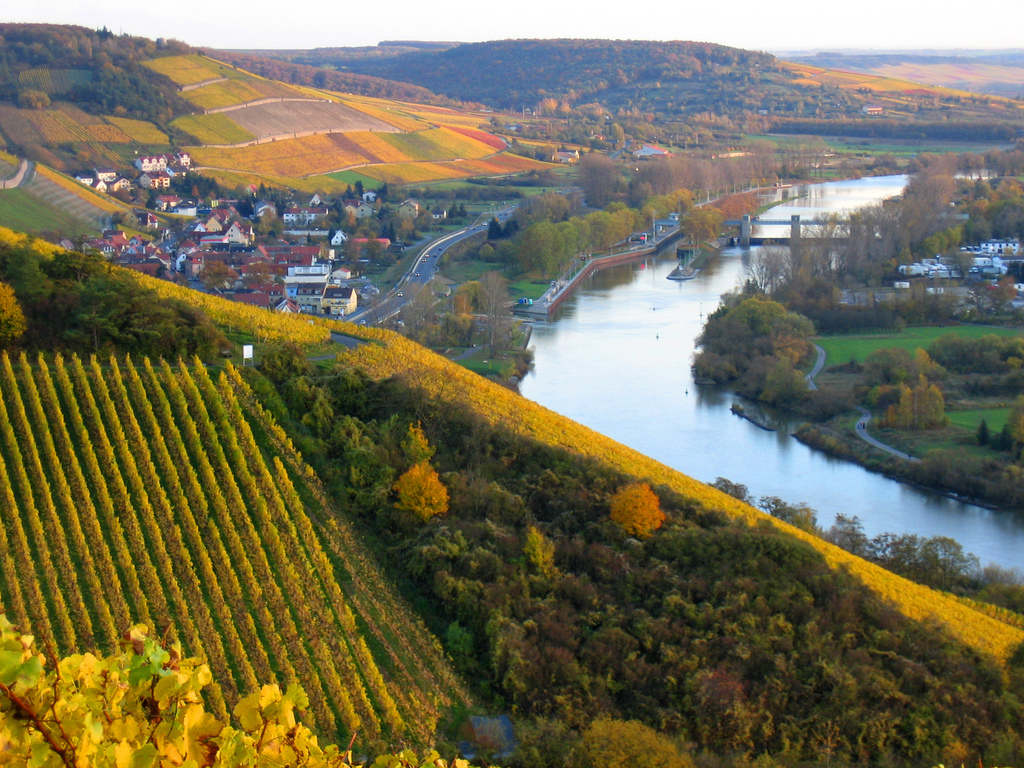
秋のフランケン地方のブドウ畑

ウルバヌス1世（Urbanus I, ? - 230年8月21日）は、ローマ教皇（在位：222年 ?- 230年8月21日?）、キリスト教の聖人である。

## 来歴
歴史家エウセビオスもウルバヌス1世について記しているが、伝説的なエピソード以外ではあまり知られていない。聖セシリアの夫ウェレリアヌスを改宗に導いたのはウルバヌス1世だといわれている。彼の時代、ヒッポリュトスがローマ司教としての自らの正統性を主張したので、後世にはヒッポリュトスが初の対立教皇と見なされるに至った。
一方で、ドイツのフランケン地方では、ブドウやワインの守護聖人として名高い。これに関しては、反対派に迫害を受け、ブドウの木の陰に隠れるが、矢が当たって殉教したからとも、また、難を逃れたために、死後、ワインの守護聖人になると誓ったからともいわれる。それとは別に、聖杯や聖体皿に金、銀を用いることを制定し、その聖杯を侍器としたからという説もある。殉教日は5月25日である。
また、5世紀ごろのラングレーの司教にも、ウルバン（ウルバヌス）という人物がいた。こちらの殉教日は1月23日であるが、やはりブドウ園主から崇拝されており、両者がいつしか混同されて、記念日も5月25日になったと考えられる。
この日、かつては盛大な祭がおこなわれていた。当時の記録によれば、聖ウルバンに扮した人物が馬に乗って、楽隊や農家の人々と共に、町中を華やかに練り歩き、勧められるワインを飲みほして、しまいには酩酊してしまったといわれる。地域によっては、ワイン売りが聖ウルバンの像を持ち歩いたり、司教冠をつけて、馬で行進したりした。夜にはブドウ園主による宴会も行われた。この祭は、殉教記念というよりは、むしろ、この時期に咲くブドウの花によって、その年の豊作を占うための農民の行事であり、教会暦では認められていなかった。次第に、教会の厳格さと相容れない、また騒動を引き起こしかねない乱痴気騒ぎに対し、教会や領主がしばしば禁止令を出すようになる。事実、1549年に、司教エラスム・ド・リンブールや、その2年後の1551年、アノー・リシュタンベール（ハナウ・リヒテンベルク）伯により禁止されている。